# فرودگاه هاریهار
فرودگاه هاریهار (به انگلیسی: Harihar Airport) یک فرودگاه خصوصی است که یک باند فرود آسفالت دارد و طول باند آن ۱۴۹۱ متر است. این فرودگاه در کشور هند قرار دارد و در ارتفاع ۵۳۳ متری از سطح دریا واقع شده‌است.